# 布雷斯地区圣克鲁瓦
布雷斯地区圣克鲁瓦（法語：Sainte-Croix-en-Bresse，法語發音：[sɛ̃t kʁwa ɑ̃ bʁɛs]；2020年之前名为圣克鲁瓦 (Sainte-Croix)）是法国索恩-卢瓦尔省的一个市镇，属于卢昂区。

## 地理
布雷斯地区圣克鲁瓦（46°34'18"N, 5°14'46"E）面积20.87 平方千米，位于法国勃艮第-弗朗什-孔泰大區索恩-卢瓦尔省，该省份为法国中部省份，北起顺时针与科多尔省、汝拉省、安省、罗讷省、卢瓦尔省、阿列省和涅夫勒省接壤。
与布雷斯地区圣克鲁瓦接壤的市镇（或旧市镇、城区）包括：布吕阿耶、拉沙佩勒诺德、弗龙特诺、布雷斯地区蒙蓬、瓦雷訥聖索沃爾。
布雷斯地区圣克鲁瓦的时区为UTC+01:00、UTC+02:00（夏令时）。

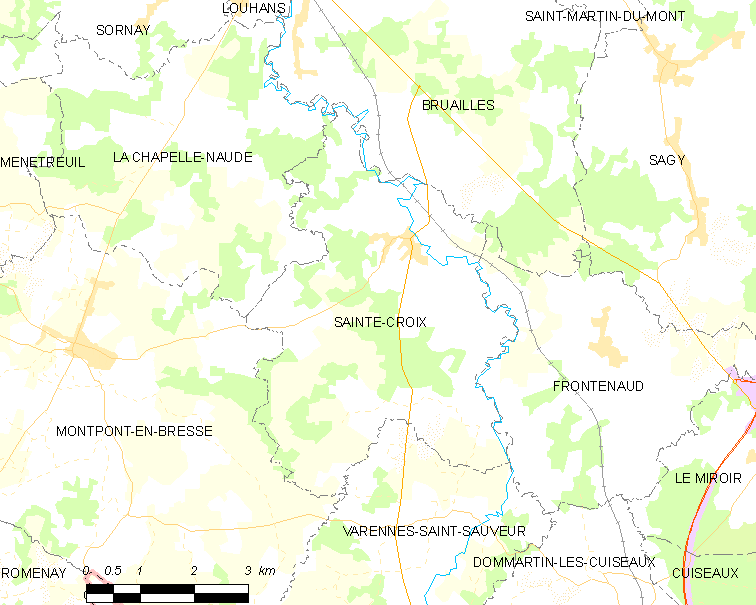
布雷斯地区圣克鲁瓦的OSM定位图

## 行政
布雷斯地区圣克鲁瓦的邮政编码为71470，INSEE市镇编码为71401。

## 政治
布雷斯地区圣克鲁瓦所属的省级选区为屈索县。

## 人口

1962-2008年间布雷斯地区圣克鲁瓦人口变化图示

布雷斯地区圣克鲁瓦于2022年1月1日时的人口数量为657人。